# Calathea pittieri
Calathea pittieri är en strimbladsväxtart som beskrevs av Karl Moritz Schumann. Calathea pittieri ingår i släktet Calathea och familjen strimbladsväxter. Inga underarter finns listade.